# Flavio Romolo
Flavio Romolo (latino: Flavius Romulus; fl. 343) fu un politico dell'Impero romano.
Di lui è attestato solo il consolato del 343, con Furio Placido come collega.